# HMS Trent (P224)
HMS Trent — британський патрульний корабель берегової охорони класу «Рівер». Названий на честь річки Трент. Це шостий корабель Британського королівського флоту з назвою HMS Trent. Кораблі класу «Рівер» призначені для патрульних місій у відкритому морі. 

## Історія
Судно було збудоване у 2018 році на корабельні корпорації BAE Systems у Глазго. 19 грудня 2019 року судно прибуло до порту приписки у Портсмуті. Воно було введено в експлуатацію 3 серпня 2020 року і направлена в Середземне море для проведення операції НАТО "Морський охоронець". У вересні цього року корабель повернувся до Великої Британії. У квітні 2021 року судно перебазувалося на Гібралтар для проведення операцій у Середземному морі та в Гвінейській затоці.
18 травня 2021 року корабель прибув до Одеси, щоб проводити спільне тренування з українськими моряками.